# Isabelle Grill
Matilda Isabelle Grill (* 20. September 1997 in Göteborg) ist eine schwedische Schauspielerin.

## Leben und Karriere
Grill wurde am 20. September 1997 in Göteborg geboren. Sie besuchte die Nordiska folkhögskolan. Danach studierte sie an der Stockholms dramatiska högskola. Ihr Debüt gab sie 2019 in dem Film Midsommar. Anschließend spielte sie 2020 in Svartklubb mit.
2022 wurde sie für die Serie Clark gecastet. 2023 trat sie in Leva life auf. Im selben Jahr bekam sie in dem Film Vernissage hos Gud eine Hauptrolle.
Seit 2019 lebt sie in Stockholm.

## Filmografie
Filme
- 2019: Midsommar
- 2020: Svartklubb
- 2022: Butiken
- 2023: Vernissage hos Gud
- 2024: Gudstjänst
- 2024: Voidcaller

Serien
- 2022: Clark
- 2023: Leva life